# Amegilla fabriciana
Amegilla fabriciana es una especie de abeja excavadora perteneciente al género Amegilla, categorizada en la tribu Anthophorini, de la subfamilia Apinae. Fue descrita por el entomólogo australiano Percy Tarlton Rayment en 1947.
Este ejemplar es válido y aceptado y aparece registrado en una sección de la publicación World Bee Checklist de 2008 del autor Ruggiero M.

## Distribución
La especie se distribuye por Australia.